# Philodendron aurantispadix
Philodendron aurantispadix är en kallaväxtart som beskrevs av Thomas Bernard Croat. Philodendron aurantispadix ingår i släktet Philodendron och familjen kallaväxter. Inga underarter finns listade.